# 洛杉磯銀河二隊
洛杉磯銀河二隊（Los Angeles Galaxy II），是位於美國加利福尼亞州卡森的足球俱樂部，成立於2014年1月29日，是美國職業足球大聯盟洛杉磯銀河的預備隊，目前參加美國足球聯賽系統的第二級聯賽美國足球聯賽，而本隊在2015年的USL錦標賽中不敵羅徹斯特犀牛獲得亞軍，現時在美國足球聯賽角逐。

## 歷史

### MLS Next Pro
MLS宣布本隊將成為2023年加入MLS Next Pro的新八支球隊之一。

## 主場
本隊目前以加利福尼亞州卡森的尊嚴健康體育公園田徑場為主場。該球場有2,000個固定座位，但可以擴大到容納多達20,000名球迷。尊嚴健康體育公園的主體育場可容納27,000名觀眾，是洛杉磯銀河一隊的主場

## 球員與職員
洛杉磯銀河二隊由不受限制數量的一隊球員組成，而由二隊簽署的球員和洛杉磯銀河學院的球員將被租借到預備隊，同時參加二隊比賽的學院球員將保留他們的大學資格。

### 球員名單
Where a player has not declared an international allegiance, nation is determined by place of birth. Squad correct as of October 21, 2017.
| 號碼 | 位置   | 球員                | 國籍   |
| ---- | ------ | ------------------- | ------ |
| 27   | 中場   | Miguel·Aguilar      | 墨西哥 |
| 49   | 中場   | Adrian·Vera         | 美国   |
| 51   | 前鋒   | Ethan·Zubak         | 美国   |
| 53   | 中場   | Jorge·Hernandez     | 美国   |
| 54   | 守門員 | Bennett·Sneddon     | 美国   |
| 57   | 前鋒   | Justin·Dhillon      | 美国   |
| 67   | 中場   | Jonathan Hernandez  | 美国   |
| 68   | 中場   | Andre Ulrich·Zanga  | 喀麦隆 |
| 69   | 後衛   | Jeffrey·Payeras     |        |
| 72   | 後衛   | Jean Jospin·Engola  | 喀麦隆 |
| 73   | 前鋒   | Adonis·Amaya        | 美国   |
| 75   | 守門員 | Eric·Lopez          | 美国   |
| —    | 中場   | Geoffrey·Acheampong |        |

### 教練團名單
| 角色       | 名字              | 國籍 |
| ---------- | ----------------- | ---- |
| 主教練     | Mike ·Muñoz       | 美国 |
| 助理教練   | Laurent ·Courtois | 法國 |
| 守門員教練 | Claine ·Plummer   |      |

## 榮譽
聯賽
- 美國足球聯賽亞軍（2015年）
- 美國西岸足球聯賽冠軍（2015年）[6][7]

## 外部連結
- 官方网站